# Mindsailors
Mindsailors – polskie studio wzornictwa przemysłowego. Firmę tworzy zespół projektantów z Polski i zagranicy, specjalistów wzornictwa, technologów materiałowych oraz inżynierów mechanicznych. Specjalizuje się w kompleksowym projektowaniu i wdrażaniu do produkcji elektroniki konsumenckiej, mebli, elementów wyposażenia wnętrz, prototypowaniu wizualnym i funkcjonalnym oraz produkcji właściwej.

## Historia
Studio powstało w 2005 z inicjatywy Rafała Piłata. Początkowo Mindsailors działało jako jedna ze spółek firmy Starline International (późniejsze SL Technology), realizując tylko wewnętrzne projekty. Po rozwiązaniu SL Technology w roku 2009, studio stało się niezależnym podmiotem, pozostając jednocześnie pod tą samą nazwą. W tym czasie do zespołu dołączył Michał Bonikowski.
W 2014 roku Mindsailors jako pierwsze studio projektowe w Polsce zostało uhonorowane nagrodą iF Product Design GOLD Award za projekt DICE+ stworzony wspólnie z firmą Game Technologies.
W roku 2015 do Mindsailors dołączyli Michał Bąk i Patryk Strzelewicz, który zostaje prezesem zarządu, a firma zmieniła formę działalności ze spółki cywilnej na spółkę z ograniczoną odpowiedzialnością.
W 2016 Mindsailors nawiązał partnerstwo z Parkiem Technologicznym YouNick, w wyniku czego główna siedziba spółki została przeniesiona do miejscowości Złotniki. Poznańska lokalizacja w Concordii Design pełni odtąd funkcję biura.
W 2018 Mindsailors powiększa swoje zasoby i nawiązuje współpracę z poznańską inicjatywą społeczną Zakład Makerspace, tworząc w przestrzeni dawnej fabryki Goplany własne zaplecze warsztatowe i gromadząc w jednym miejscu sprzęt niezbędny do konstruowania prototypów.  

## Nagrody i wyróżnienia
- 2008 – COMPUTEX TAIPEI Design & Innovation GOLD Award za projekt pendrive’a Swing DUO[7]
- 2008 – nagroda iF Product Design Award za projekt pendrive’a Sly’d[8]
- 2009 – nagroda iF Product Design Award za projekt pendrive’a Z-Drive[8]
- 2012 – nagroda iF Product Design Award za projekt tokena bankowego Gemalto EZIO Plug & Sign[9]
- 2012 – Papierniczy Świat & ISPA za projekt linii akcesoriów biurowych[10]
- 2014 – iF Product Design GOLD Award za projekt kostki elektronicznej do gier DICE+[3]
- 2015 – nagroda DOBRY WZÓR w Sferze Pracy za projekt stołu montażowego REECO PREMIUM[11]
- 2015 – nagroda DOBRY WZÓR w Sferze Usług za projekt urządzenia do współdzielenia plików Sher.ly[11]
- 2015 – Złoty Medal MTP za projekt kominka wentylacyjnego VIRTUM[potrzebny przypis]
- 2016 – Złoty Medal MTP za projekt dekodera EVOBOX PVR[12]